# Innocenzo Ansaldi
Innocenzo Ansaldi (Pescia, 12 febbraio 1734 – Pescia, 16 febbraio 1816) è stato un pittore, storico dell'arte e poeta italiano.

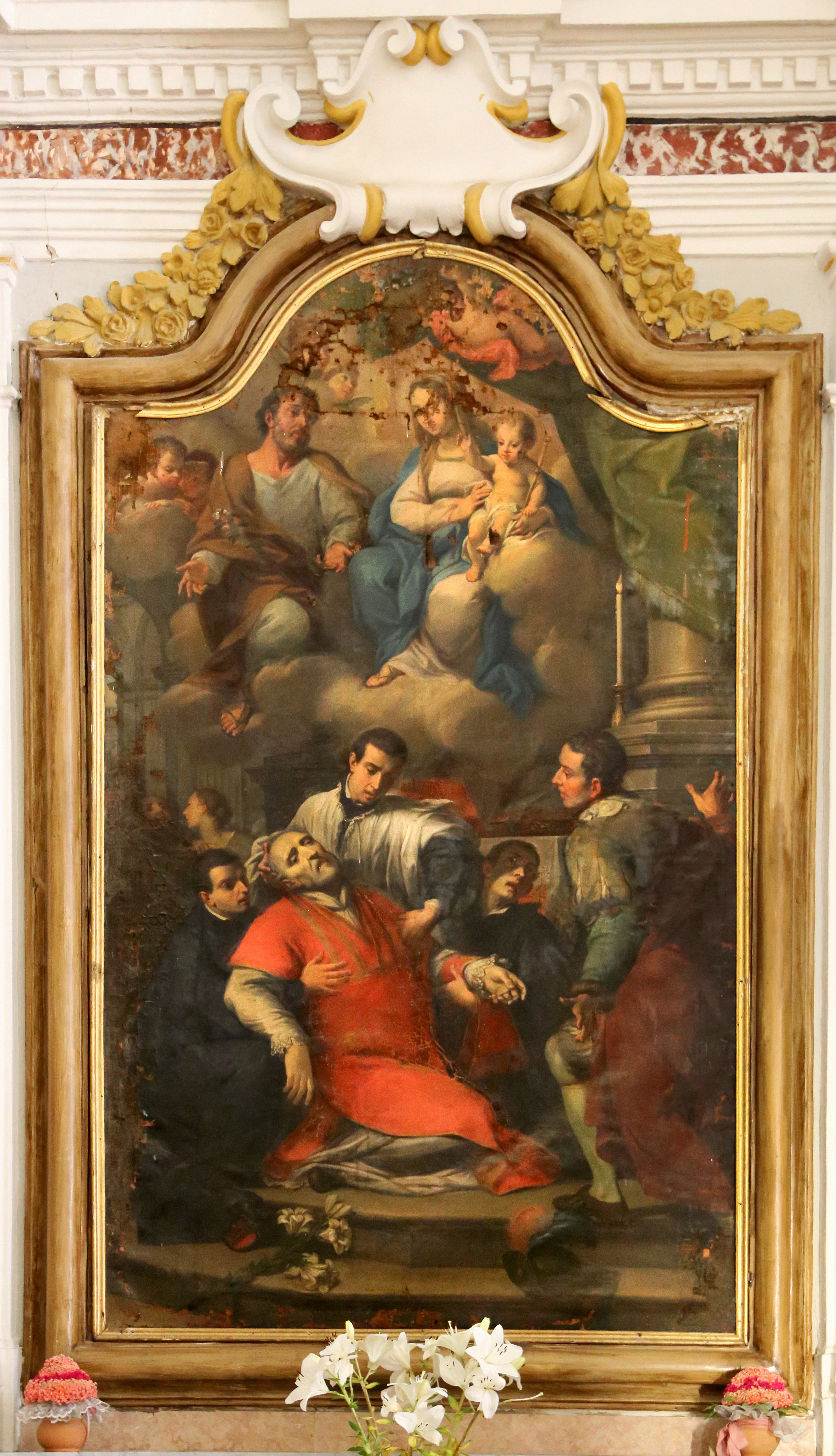
Morte di sant'Andrea Avellino, 1759 circa, Pescia, Casa di Nazareth

Nato da Gaetano, esponente di un'antica famiglia originaria di Genova, e da Maddalena Lazzerini di Cutigliano, dimostrò sin dall'infanzia spiccate attitudini per lo studio e fu mandato al Seminario arcivescovile di Firenze. Eccelse nelle discipline umanistiche e cominciò a interessarsi di pittura e scultura. Al termine degli studi in Seminario, s'iscrisse all'Accademia di belle arti di Firenze e, in seguito, avviò un lungo pellegrinaggio formativo in giro per l'Italia, a Roma, Napoli, Bologna, Genova, Padova e Venezia. Deciso a trasferirsi definitivamente in una grande città, fu costretto a rientrare a Pescia a causa della morte, a distanza di poco tempo, dei suoi genitori, del fratello e della cognata. 
Continuò la sua opera pittorica ed ebbe commissioni in varie chiese della Valdinievole e nel resto della Toscana. Si dedicò pure alla poesia, scrivendo un poemetto intitolato Pittore originale che riscosse un buon successo. Compilò una celebre Descrizione delle pitture, sculture et architetture della città e sobborghi di Pescia, fra i primi esempi di trattato artistico sulla Valdinievole. 
Morì ottantaduenne e fu sepolto dai nipoti nell'oratorio di Santa Maria dei Dolori a Sant'Allucio di Uzzano.